# Heckler & Koch MSG90
Heckler & Koch MSG90 — німецька високоточна снайперська гвинтівка, розроблена німецькою фірмою Heckler & Koch як армійська снайперська зброя, на базі гвинтівки Heckler & Koch PSG1. Серійно виробляється з 1990 року.

## Конструкція
Гвинтівка розрахована під набій 7,62 × 51 мм НАТО (.308 Вінчестер). Механізм рушниці самозарядний, з напіввільним затвором, роликове гальмування відкоту. Корпус ударно-спускового механізму в MSG-90 виконаний з пластика, одне ціле з пістолетним руків'ям.
Снайперська гвинтівка MSG-90 зберегла багато рис з Heckler & Koch PSG1, такі як посилення ствольної коробки додатковою рамою, досилач і важкий холоднокований вільно-виважений ствол з унікальною полігональною нарізкою. Стандартний варіант гвинтівки обладнаний також пристроєм Anschuetz T-way для кріплення приладдя до цівки — сошок, триноги, стрілецького ременя тощо.
Одна з найкорисніших особливостей MSG-90 — унікальна система кріплення прицілу. Легка цільна платформа кріплення прицілу встановлюється на дві опори, приварені зверху до ствольній коробці гвинтівки. Замикання здійснюється простим поворотом важеля, що дозволяє знімати і прикріплювати приціл за лічені секунди.
Така система кріплення прицілу також сильно збільшує спектр можливого використання гвинтівки, дозволяючи установку різноманітних прицільних пристроїв (лазер, нічна оптика тощо), попередньо пристріляний з даною гвинтівкою. Стрільцю залишається тільки вибрати пристрій, який відповідає характеру виконуваного завдання, а результати пристрілювання в процесі установки залишаються попередніми. Зокрема, можливо відокремлювати оптику при транспортуванні гвинтівки і встановлювати лише безпосередньо перед стрільбою.
Спусковий механізм MSG-90 взятий з HK PSG1, що забезпечує надійну роботу із зусиллям 1,5 кгс з попередженням. Він змонтований в окремому модулі, який стрілець може швидко замінювати на модуль з повністю автоматичним ударно-спусковим механізмом. Така конструкція спускового механізму забезпечує високу надійність — пострілу не відбувається навіть при падінні гвинтівки з висоти 2 метрів у бойовому положенні. Такий ступінь безпеки гвинтівки вкрай важлива для забезпечення справної роботи при сильних ударних впливах, можливих у польових умовах.
Автоматика гвинтівки працює за рахунок напіввільного затвора. Механізм затвора, що виступає з його передній частині (личинки затвора) складається з двох частин з роликами, масивніша верхня частина лежить на личинці в положенні готовності до стрільби. Похилі площини між роликами штовхають їх у поглиблення в ствольній коробці, забезпечуючи замикання каналу ствола. Ролики крім замикання каналу ствола виконують функцію сповільнювачів затвора.
Гвинтівка комплектується оптичним прицілом кратності 10Х.

## Удосконалення MSG-90, порівняно зHeckler & Koch PSG1
- Поліпшене використання гвинтівки для стрільця-шульги(встановлені симетричні двосторонні важелі запобіжника та відділення магазина).
- Полегшення на 2 кг.
- Легше на 2 кг.
- Скорочений на 50 мм ствол(також з полігональними нарізами).
- Дещо полегшена пластикова ложа з регульованим прикладом.
- У нижній частині цівки з'явилася напрямна для кріплення складаної сошки (у похідному положенні складаються вперед).
- Вдосконалена система кріплення прицілу.

## Модифікації
На початку-середині 1990-х років фірма Heckler & Koch модифікувала гвинтівку MSG-90 для участі в конкурсі DMR (англ. Designated Marksman Rifle — гвинтівка для військового снайпера), що проводиться Міністерством Оборони США. Заміна MSG-90 на MSG-90A1 почалася в 1998 році.